# Eutropia (Tochter Constantius’ I.)
Eutropia (* vor 306; † 350/351) war eine spätantike Kaiserin der konstantinischen Dynastie.
Eutropia war die Tochter von Kaiser Constantius I. und dessen Frau Theodora und wurde nach ihrer Großmutter mütterlicherseits genannt. Ihre Geschwister waren Julius Constantius, Flavius Dalmatius, Flavius Hannibalianus, Flavia Iulia Constantia und Anastasia; Kaiser Konstantin der Große war ihr Halbbruder. Über Eutropias Leben ist kaum etwas bekannt, außer dass sie die Mutter des Flavius Popilius Nepotianus war. Dieser ließ sich am 2. Juni 350 in Rom gegen den Usurpator Magnentius, der den Westen des Reiches beherrschte, zum Kaiser ausrufen. Aus dem Namen ihres Sohnes lässt sich schließen, dass der Vater wohl Virius Nepotianus war, der Konsul des Jahres 336. Nachdem ihr Sohn im Kampf gegen Magnentius gestorben war, wurde auch Eutropia hingerichtet.